# 烏瓦克

烏瓦克是哥倫比亞的城鎮，位於該國中部，由昆迪納馬卡省負責管轄，距離首府波哥大50公里，始建於1649年，面積105平方公里，海拔高度1,634米，2005年人口6,692。
4°29′N 73°56′W / 4.483°N 73.933°W